# Guido Fontana

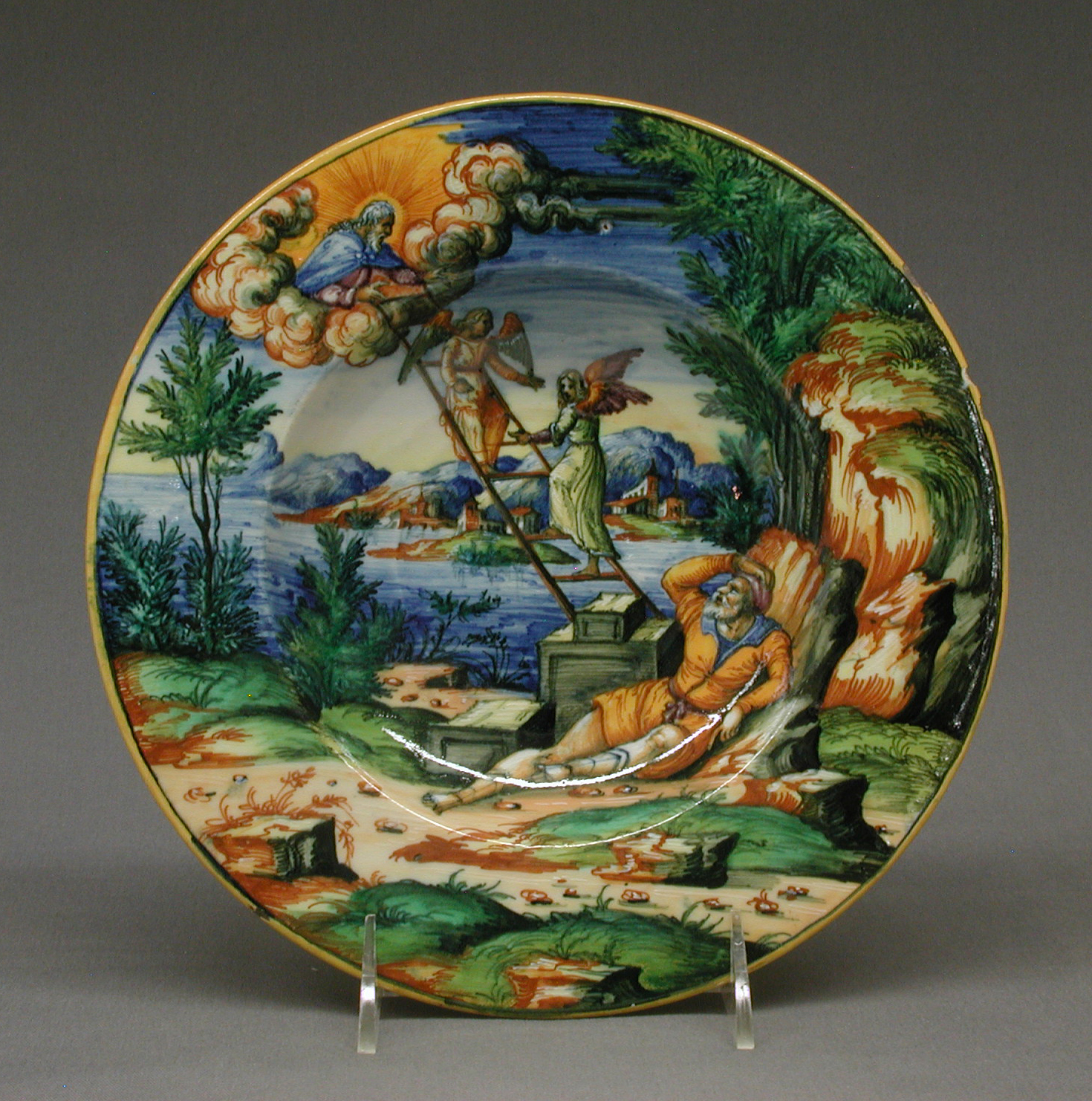
Guido Fontana, Il sogno di Giacobbe

Guido Fontana (Urbania, 1490 – Urbino, 1576) è stato un ceramista italiano.

## Biografia
Guido (conosciuto anche Guido Durantino) era figlio di Vittoria Costanzi da Fossombrone e di Niccolò Schippe, commerciante di pellami e poi decoratore di ceramiche, noto col nome di Niccolò Pellipario, oppure come Nicola da Urbino. Guido mutò il suo cognome in Fontana e seguì la strada paterna, specializzandosi nell'arte di dipingere su maiolica. Appartiene alla dinastia di ceramisti Fontana.
A Casteldurante (oggi Urbania), visse nella casa paterna, posta nel quartiere di Ponte Vecchio, dove era la bottega e tre fornaci, a fuoco diretto e a riverbero. Benedetto Bernardi da Siena dal 1462 aveva operato per la rinascita di una scuola di ceramisti a Casteldurante, insieme a Giovan Maria da Casteldurante. Guido ebbe come lavoranti i suoi figli Orazio, Nicola I e Camillo.

### Trasferimento ad Urbino
In un atto notarile del 9 maggio 1516, Guido risulta dimorare ad Urbino, dove, intorno al 1520, sposò Giovanna, figlia di Bernardino Vici. A marzo 1523 il duca di Urbino Francesco Maria Della Rovere commissionò a Guido Fontana la fornitura di migliaia di mattoni, smaltati, in bianco o in bleu, destinati a pavimentare a scacchiera ambienti della villa imperiale di Pesaro.
Per la Confraternita di San Giovanni Battista Decollato, o della Morte, nel 1528 Guido Fontana realizzò l'opera San Giovanni Battista predica davanti a Erode e dal 1540 al 1546 ricoprì la carica di priore della stessa Confraternita.

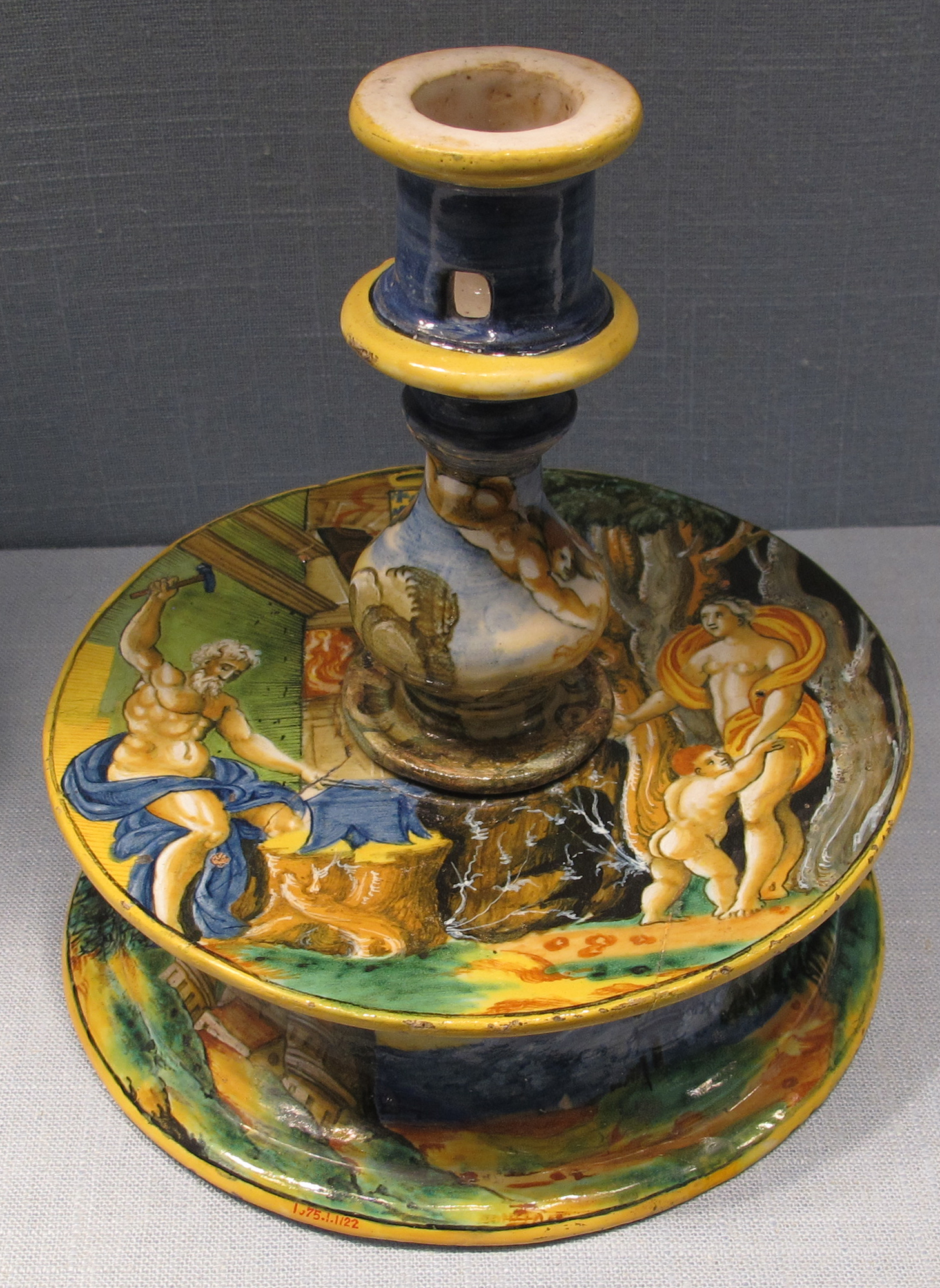
Urbino, bottega di Guido Fontana (Guido Durantino), candelabro con Vulcano forgia l'armatura di Enea, 1535

Ormai noto come decoratore di maioliche, assunse il cognome Fontana nel 1553, o forse anche prima, perché Fontana appare nel verso di due piatti, databili in un periodo antecedente.
Si divise dal figlio Orazio, anch'egli ceramista, trattenendo per sé la casa e la vaseria, i lavori in stile compendiario  e alla veneziana, i lavori cotti e da cuocere, la rena, la feccia e l'argilla, più due quadri grandi e due piccoli, tra cui una Maddalena di Raffaello. Il 16 ottobre 1576 fece testamento, nominando eredi suo figlio Camillo, i due nipoti Virginia e Flaminio, figli rispettivamente dei defunti suoi figli Orazio e Nicola I, e il quarto suo figlio Nicola II, avuto da Elisabetta da Cagli, sua seconda moglie.

### Opere
L'attribuzione delle maioliche decorate a Guido, o a suo figlio Orazio, oppure ad altri artisti della stessa bottega è stata materia di attento studio da parte degli esperti.
Ballardini (1938) assegna a Guido gli otto pezzi rimasti del servizio del connestabile Anne de Montmorency, duca e maresciallo di Francia e il piatto del cardinale Antonio Duprat, conservato al Museo nazionale di Ceramica di Sèvres, che sono firmati "In Botega de Mº Guido durantino, in Urbino 1535". Sono a lui attribuibili inoltre le due saliere con Diana e Atteone e con Diana iraconda e un piatto, ora conservato a Monaco, con La dea Latona: tutti recano al verso l'insegna memento mori che Guido prese dal 1540, quando fu eletto priore della Confraternita della Morte di Urbino.
Mallet in alcune maioliche datate dal 1528 al 1542, identifica la mano di maiolicari della vaseria di Guido: oltre a lui, altri sei pittori, fra cui Nicola di Gabriele, autore del piatto con la Santa Cecilia, ora a Firenze al Museo del Bargello.

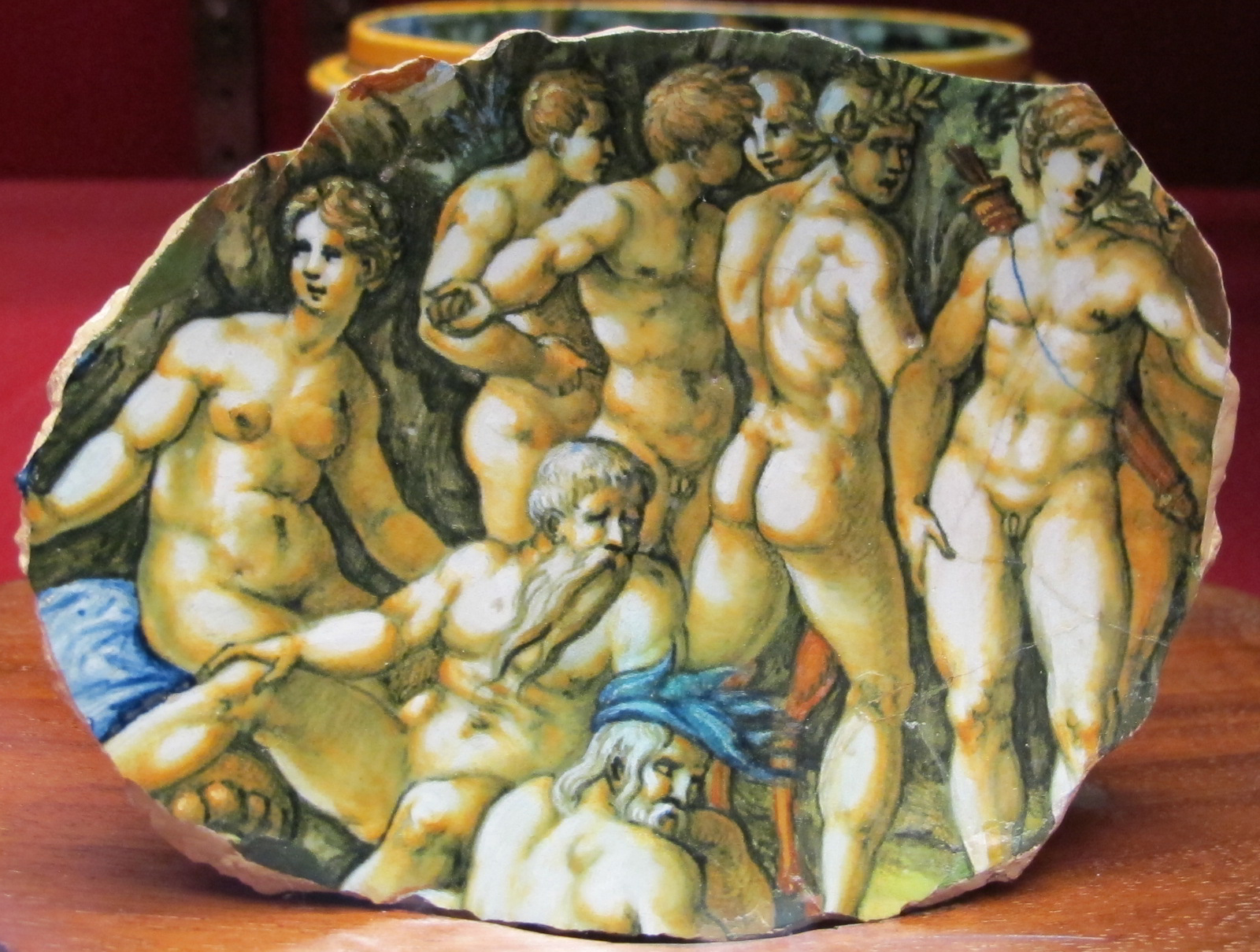
Urbino, Guido Fontana (Guido Durantino), frammento di cisterna, 1545-50 circa

Un gruppo di altri pittori della stessa bottega dipinsero i servizi Montmorency e Duprat, con decori influenzati da Nicola di Gabriele Sbraghe. In una serie di altri piatti è riconoscibile il cosiddetto "Milan Marsyas Painter", della cerchia di Niccolò Pellipario, padre di Guido, che firmò il piatto, che è al Museo Museo Antoine Vivenel a Compiègne, su cui è dipinto il Monte Parnaso, una immagine tratta da una incisione di Marcantonio Raimondi.
Due pezzi istoriati furono realizzati "in Urbino in Botega de Mº Guido fontana Vasaro": il primo, che è al Museo civico di Modena e porta il decoro con Le Muse e le Meridi è attribuito ad Orazio Fontana; il secondo invece, che è al Metropolitan Museum di New York e presenta L'assedio di Roma del 1527, sembra non essere di Orazio.

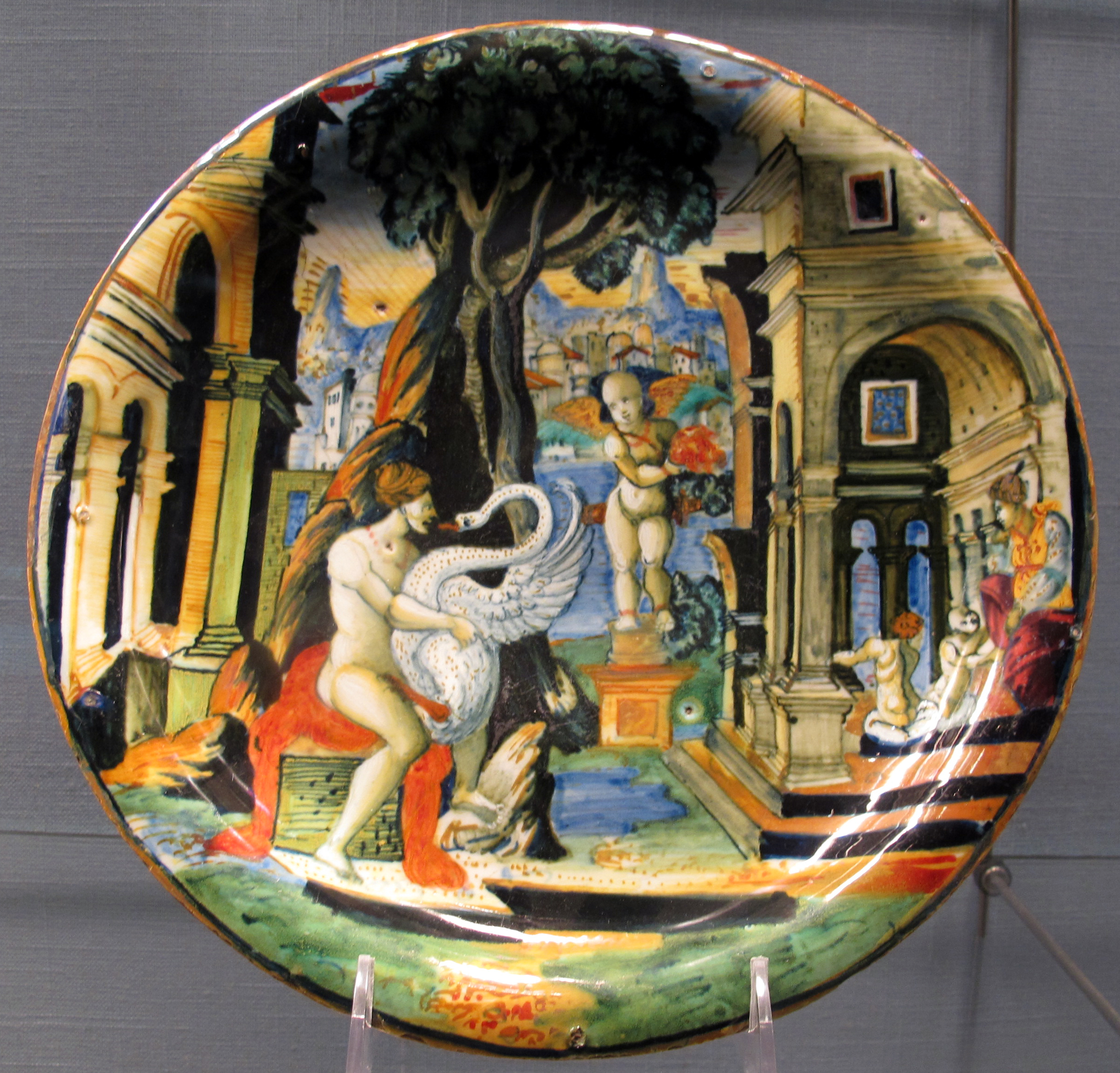
Urbino, bottega di Guido Fontana (Guido Durantino), piatto con Giove e Leda, 1530-40 circa